# Giulio Falcone
Giulio Falcone (* 31. Mai 1974 in Atri) ist ein ehemaliger italienischer Fußballspieler, der während seiner aktiven Karriere für Torino Calcio, AC Florenz, FC Bologna, Sampdoria Genua und FC Parma aktiv war. Zudem absolvierte er eine Partie für die italienische Fußballnationalmannschaft.

## Karriere

### Verein
Giulio Falcone begann seine Karriere in der Jugendmannschaft von Torino Calcio, für dessen Profimannschaft er in der Saison 1993/94 seine ersten zwei Partien in der Serie A absolvierte. Der Verteidiger wurde in seiner dritten Spielzeit zu einem festen Bestandteil der Defensive des piemontesischen Teams, als er in 21 Partien eingesetzt wurde. Nach dem Abstieg im Sommer 1996 verließ er den Verein und unterzeichnete einen Vertrag bei der AC Florenz. Auch bei der Fiorentina gehörte er dem Stammkader an und qualifizierte sich als Fünfter der Spielzeit 1997/98 für den UEFA Cup. In der folgenden Saison errang er mit Florenz den dritten Schlussrang.
Im Sommer 1999 ging er zum Ligakonkurrenten FC Bologna. Nachdem er in den ersten beiden Spielzeiten mit Bologna um den Klassenerhalt kämpfte, platzierte er sich mit der Mannschaft in der Saison 2001/02 auf dem siebten Rang, womit die Teilnahme an einem internationalen Pokalwettbewerb nur knapp verfehlt wurde. Auch in der darauffolgenden Saison konnte Falcone mit der emilianischen Mannschaft den Ligaerhalt sichern und wechselte danach zu Sampdoria Genua. Während er in seiner ersten Saison bei den Blucerchiati eine Platzierung im Mittelfeld der Tabelle erreichte, qualifizierte er sich in der Saison 2005/05 als Fünftplatzierter für den internationalen Pokalwettbewerb.
Dabei wurde in der ersten Runde der portugiesische Vertreter Vitória Setúbal besiegt, bevor Genua in der Gruppenphase nach der Niederlage gegen den RC Lens scheiterte. Obwohl Falcone weiterhin zum Stammkader der Genuesen zählte, wurde in den folgenden zwei Spielzeiten die erneute Teilnahme am UEFA Cup verpasst. Der erfahrene Verteidiger unterzeichnete im Sommer 2007 beim FC Parma. Als Zweitletzter der Serie A musste er erstmals in seiner Karriere mit einem Verein in die Serie B absteigen. Ein Jahr später schaffte der Abwehrspieler mit Parma die Rückkehr in die höchste Spielklasse. Danach beendete er seine aktive Karriere.

### Nationalmannschaft
Falcone wurde im Jahr 1993 vom damaligen Trainer Cesare Maldini erstmals in den Kader der italienischen U-21-Auswahl berufen, für die er am 18. November 1993 in der Partie gegen Luxemburg debütierte. Seine letzte Partie für die U-21 bestritt er am 21. Februar 1996 gegen Ungarn. Der Verteidiger absolvierte am 16. August 2006 unter Cesare Prandelli gegen Kroatien sein einziges Länderspiel für Italien.